# Înmulțire (matematică)
Înmulțirea este o operație aritmetică și algebrică în matematică ce poate fi definită ca o adunare succesivă. De exemplu: 3×4=3+3+3+3=12.
Înmulțirea poate fi reprezentată prin mai multe semne grafice pentru operatorul său care acționează asupra operanzilor:
„×”:   3 × 4 = 12;
„·”:   3 · 4 = 12;
„∗”:   3 ∗ 4 = 12.
Ca operație aritmetică elementară rezultatul său, numit produs, este număr cardinal al unei reuniuni ale unor mulțimi disjuncte de obiecte diferite având același număr de elemente. Unul dintre termenii produsului n ∗ a este numărul n de mulțimi disjuncte reunite, iar celălalt numărul cardinal a al fiecărei mulțimi Ai din reuniune.
{\displaystyle n\cdot a=|A_{1}\cup A_{2}\cup A_{3}\cup \dots \cup A_{n}|} sau {\displaystyle n\cdot a=|\bigcup _{i=1}^{n}A_{i}|}. 
Înmulțirea repetată formează o nouă operație numită exponențiere sau ridicare la o putere.
Înmulțirea numerelor naturale constituie o structură de monoid, nu de grup, prin lipsa de element simetric pentru orice număr natural. Pentru numerele raționale formează grup.

## Proprietăți
- Înmulțirea este o operație comutativă:   a × b = b × a
- Înmulțirea este o operație asociativă:   (a × b) × c = a × (b × c).
- Înmulțirea este o operație distributivă față de adunare/scădere:   x × (z + y) = x × z + x × y,   x × (z - y) = x × z - x × y.
- Înmulțirea este o operație pentru care 1 este element neutru:   1 × x = x.
- Înmulțirea este o operație pentru care, dacă un factor este 0, atunci rezultatul va fi egal cu 0, 0 este element absorbant:   x × 0 = 0.

Proprietatea de distributivitate față de adunare permite gruparea termenilor pentru ușurarea calculului și reducerea înmulțirii unor numere zecimale la cea a numerelor întregi pozitive și negative.